# Сало-Індольська улоговина
45°01′13″ пн. ш. 34°55′46″ сх. д. / 45.02027° пн. ш. 34.92949° сх. д.
Кишлавська улоговина (також Індоло-Сальська улоговина або Сало-Індольськая улоговина) розташовується в Південно-Східному Криму в зниженні між Головним і Внутрішнім пасмом Кримських гір за 16 км від м. Старий Крим. Назву отримала по селу Кішлав (сучасне Курське). Культурно освоєна за часів античності. У долині зберігаються численні пам'ятники середньовічного вірменського зодчества.

## Рельєф
Площа близько 50 км². Довжина близько 10 км і ширина близько 5 км. Основною водною артерією улоговини є річка Мокрий Індол, а також дві її правих притоки — річки Курти і Сали. Усі річки течуть з півдня на північ. На заході і північному заході улоговину обрамляє гірський масив Кубалач (738 м) і вершини Куляба та Кизил-Таш (430 м), на півдні природним кордоном улоговини служить лісистий макросхил Головного пасма Кримських гір з вершиною Таушан-Тепе (771 м). З півночі улоговину обмежують скельні масиви г. Бор-Кая (361 м), на сході ж кордон утворюють довгі відроги г. Агармиш (722 м). У межах самої улоговини відзначається чергування невисоких горбистих гряд, які прорізають річкові долини. У північній околиці села Курського річка Мокрий Індол пробила своєрідний каньйон, який ілюструє роботу водної ерозії через Внутрішнє пасмо Кримських гір в умовах куестово-гірського рельєфу. До утворення каньйону дно улоговини мабуть займало озеро. З навколишньою місцевістю долину пов'язують п'ять доріг, прокладених ще в Середні віки. З північного заходу і заходу дороги йшли з долини річки Кучук-Карасу і міста Карасу-Базара, минаючи селища Бурундук-Отар і Орталан через ущелини річки Мокрий Індол. З півдня, з долини річки Суук-Су і узбережжя, потрапляли в улоговину через перевали Головного пасма і селище Ель-Бузлу. Зі сходу зі Старого Криму гірський прохід вів через долину і селище Шах-Мурза, а з північного сходу дорога проходила, минаючи селище Османчік, з вірменського селища Нахічевань, що стояло на великому торговому шляху на рівнині під г. Агармиш (722 м).

## Історична етнографія

### Античність
Археологічні розкопки показали що долина була культурно освоєна за часів класичної античності. Так, перші сліди постійних поселень в окрузі села Кішлав датуються періодом з III ст. до н. е. по III ст. н. е. Тут були знайдені залишки укріплення, яке розташовувалося на вершині гори Бор-Кая, яка круто обривається як з півдня, так і з північного заходу. При цьому територія самого укріплення була відгороджена від стародавнього городища оборонною стіною. На території самого селища були виявлені уламки грецьких амфор. Цивілізація, мабуть, мала якщо не власне грецький, то у всякому разі елліністичний характер, і тісно з'єднувалася з прибережними районами за допомогою доріг. Внизу, по лівому березі річки Мокрий Індол, проходила дорога на Судак. Укріплення також мало візуальний зв'язок з ще одним подібним укріпленням, розташованим на горі Яман-Таш, що в 6,5 км на північний захід. Крім того, під самим обривом, на лівому березі річки Мокрий Індол був виявлений могильник античної епохи.

### Середні віки— Теперішній час
З часів Середньовіччя землі улоговини використовуються для вирощування різного роду садових і зернових культур, а також для випасу худоби і сінокосу. З першої третини XIV ст., тобто, з початку масової міграції вірмен з Аксарая в Крим, до переселення християн російським урядом в 1778 р., в улоговині постійно проживало численне вірменське населення. На думку О. А. Айбабіної «сільська частина Південно-Східного Криму з середини XIII ст. була заселена вірменським і грецьким населенням…». За переписом 1778 р з трьох вірменських сіл Кішлавської улоговини — Єні-Сала, Топлу і Камишлик було виселено 558 осіб. З урахуванням жителів-вірмен з сіл Орталан, Бурундук-Отар і Мелек, загальна кількість переселенців досягла 1087 чоловік, що склало основну масу сільського вірменського населення в Криму. По переселенню в 1780 р. на Нижньому Дону вірмени заснували села Чалтир, Топті, Мец Сала, Султан Сала, Несвітай. Порожні землі до 1802 р. використовували кримські татари. Однак після їхнього масового переселення до Туреччини, російський уряд нарізав ділянки болгарським переселенцям, які разом з іншими кримськими народами були депортовані в Казахстан і Середню Азію в середині XX століття. Першу детальну топографічну карту Кішлавської улоговини в XIX столітті склали російські військові полковник Бетев і Оберг. В подальшому, в XIX — поч. XX ст. нащадки переселенців зберігали свій мовний діалект і народні традиції. До теперішнього часу з вірменських старожитностей в Кішлавській улоговині детально вивчалися тільки церкви Сурб Саргис і Сурб Урбат в Тополівці. Знахідки останніх років поблизу с. Курське і в с. Грушівка дозволяють розширити географію середньовічних вірменських пам'ятників в регіоні.